# Nolana carnosa
Nolana carnosa är en potatisväxtart som först beskrevs av John Lindley, och fick sitt nu gällande namn av John Miers och Michel Félix Dunal. Nolana carnosa ingår i släktet cymbalblommor, och familjen potatisväxter. Inga underarter finns listade i Catalogue of Life.